# Hernando Alonso
Hernando Alonso (* um 1460 in Niebla, Spanien; † 16. Oktober 1528 in Mexiko-Stadt) war ein marranischer Entdecker und gilt als erstes Opfer der Inquisition Nordamerikas.
Der spanische Neuchrist Hernando Alonso emigrierte nach Kuba, wo er sich 1516 dem Konquistador Hernán Cortés anschloss. Als Schmied und Schiffszimmermann war er am Aufbau der Expeditionsflotte beteiligt. 1519 erreichte er mit der Eroberungsarmee von Cortés Mexiko. Wegen seiner Verdienste bei der Eroberung von Tenochtitlán übertrug ihm Cortés Landgüter in Actopan, von wo aus er erfolgreich im Fleischhandel tätig war. Im Jahr 1528 wurde er als Kryptojude denunziert und im ersten öffentlichen Autodafé Mexikos zusammen mit einem anderen Marranen auf dem Scheiterhaufen hingerichtet.